# Kasjira
Kasjira är en stad i Ryssland. Den är belägen vid floden Oka, cirka 115 km söder om huvudstaden, och tillhör Moskva oblast. Folkmängden uppgår till cirka 40 000 invånare.